# 樋木酒造
樋木酒造（ひきしゅぞう）は、酒造業を営む日本の企業。新潟県新潟市西区に本社を置き、日本酒を製造（醸造）している。東酒蔵、西酒蔵、店舗兼主屋の3棟は国の登録有形文化財である。  

## 沿革
- 1832年（天保3年） - 創業。三根山藩下にて、親類の大澤家より酒造株を引き受ける。
- 1855年（安政2年） - 現在地の内野町に移転する。

## 製法
- 仕込水 - 内野丘陵伏流水
- 仕込方法 - 本醸造

## 銘柄
醸造される全ての日本酒が「鶴の友」の銘柄で販売されている。
- 鶴の友 - 上白
  - 1800ml、720ml、300ml
- 鶴の友 - 別撰
  - 1800ml、720ml
- 鶴の友 - 純米酒
  - 1800ml
- 鶴の友 - 特撰
  - 1800ml
- 鶴の友 - 上々の諸白
  - 720ml

## その他
最寄のJR内野駅には、かつて「鶴の友」の巨大な広告看板があったが、のちに撤去されている。